# Подељен (филм)
Подељен (енгл. Split) је амерички психолошки хорор трилер филм из 2017. године редитеља и сценаристе М. Најта Шјамалана. Продуценти филма су М. Најт Шјамалан, Џејсон Блум и Марк Бинсток. Музику је компоновао Вест Дилан Тордсон.
Глумачку екипу чине Џејмс Макавој, Анја Тејлор-Џој, Бети Бакли, Хејли Лу Ричардсон и Џесика Сала. Светска премијера филма је била одржана 20. јануара 2017. у Сједињеним Америчким Државама.
Буџет филма је износио 9 000 000 долара, а зарада од филма је 278 500 000 долара.

## Радња
Редитељ, сценариста и продуцент Најт Шјамалан враћа се с новим оригиналним трилером Подељен који се бави мистериозним и забаченим деловима поремећеног ума једног човека.
Док је ментална подељеност оних који имају дисоцијативни поремећај личности дуго фасцинирала и збуњивала научнике, верује се да неки могу да манифестују и јединствене физичке атрибуте за сваку од личности, когнитивну и психолошку призму унутар једног бића.
Иако је Кевин (Џејмс Макавој) исказао 23 личности свом психијатру, др Флечер (Бети Бакли), једна је још увек у сенци, али се спрема да се испољи и надвлада све остале. Приморан да отме три тинејџерке које предводи својеглава и промућурна Кејси (Анја Тејлор-Џој), Кевин започиње борбу за преживљавање са свим личностима унутар себе, као и онима около, док се зидови међу његовим идентитетима руше.

## Улоге
| Глумац             | Улога              |
| ------------------ | ------------------ |
| Џејмс Макавој      | Кевин Вандел Крамб |
| Анја Тејлор-Џој    | Кејси Кук          |
| Бети Бакли         | Карен Флечер       |
| Хејли Лу Ричардсон | Клер Беноит        |
| Џесика Сала        | Марсиа             |